# Tyr
| 전문가 평가                   | 전문가 평가 |
| 평가 점수                     | 평가 점수   |
| 출처                          | 점수        |
| ----------------------------- | ----------- |
| AllMusic                      | [ 1 ]       |
| The Rolling Stone Album Guide | [ 2 ]       |

《Tyr》(《ᛏᛉᚱ》로 스타일 지정)는 I.R.S. 레코드가 1990년 8월 20일에 발매한 영국의 록 밴드 블랙 사바스의 열다섯 번째 스튜디오 음반이다.
비록 베이시스트 닐 머리가 2005년에 많은 곡들이 느슨하게 연관되어 있을 수 있지만, 음반의 거의 대부분이 신화와는 관련이 없고 콘셉트 녹음이 의도된 것은 아니라고 말하면서, 많은 사람들이 《Tyr》를 콘셉트 음반이라고 부르도록 이끈 이 음반의 제목은 노르드 신화를 암시한다.

## 음반 정보
북유럽 신화에서 튀르는 단일 전투와 영웅적인 영광의 신이며, 오딘의 아들이다.
이 음반이 《Headless Cross》의 어두운 가사를 탈피한 것은 토니 아이오미에 의해 2012년 자서전 《아이언맨》에서 "다음 음반인 《Tyr》를 위해 나와 코지가 다시 프로듀싱하면서 1990년 2월에 우드크레이 스튜디오로 돌아갔다. 《Headless Cross》에서 토니 마틴은 막 밴드에 들어왔고, 오, 블랙 사바스, 그것은 모두 악마에 관한 것이라고 생각했고, 그래서 그의 가사는 악마와 사탄으로 가득 차 있었다. 네 면전에서 너무 심했다. 우리는 그에게 그것에 대해 좀 더 미묘하게 하라고 말했고, 그래서 《Tyr》는 북유럽의 신들과 무엇에 대해 이 모든 가사를 썼다. 그쯤에서 정신을 차리는데 시간이 좀 걸렸다."
이 음반은 블랙 사바스의 전통적인 사운드에서 가장 극적인 출발을 보여주며, 가끔 리프에서 그 흔적만 발견된다. 이 작품은 몇몇 사람들에 의해 비판되고(코지 파월의 드럼이 다른 악기 대부분에서 빠져 나갔다고 주장하는 사람) 칭찬받았는데, 그들은 이것이 블랙 사바스의 가장 많은 음반 중 하나이며 아마도 영원한 다섯 번째 멤버인 제프 니컬스가 키보드를 가장 많이 의존하고 있다는 것을 주목했다. 그 결과, 많은 음악이 이전의 블랙 사바스 작품보다 훨씬 더 어둡게 되어 이전 음반 《Headless Cross》와 흡사하다.
이 밴드는 〈Feels Good to Me〉라는 곡을 무시하거나 후회하지는 않지만, 이 곡은 싱글로 발매되기 위해 음반에 올려졌고 나머지 음반과 음악적으로 맞지 않는다고 밝혔다.

## 곡 목록
작사는 모두 토니 마틴이 맡았고, 작곡은 모두 블랙 사바스가 맡았다.
| #  | 제목                         | 재생 시간 |
| -- | ---------------------------- | --------- |
| 1. | 〈Anno Mundi〉               | 6:12      |
| 2. | 〈The Law Maker〉            | 3:55      |
| 3. | 〈Jerusalem〉                | 4:00      |
| 4. | 〈The Sabbath Stones〉       | 6:48      |
| 5. | 〈The Battle of Tyr (기악)〉 | 1:09      |
| 6. | 〈Odin's Court〉             | 2:42      |
| 7. | 〈Valhalla〉                 | 4:43      |
| 8. | 〈Feels Good to Me〉         | 5:44      |
| 9. | 〈Heaven in Black〉          | 4:05      |